# Ivan Zarnik
Ivan Zarnik, slovenski učitelj in književnik, * 20. avgust 1845, Homec, † 30. april 1912, Ljubljana.

## Življenje in delo
Novembra 1862 je bil imenovan za začasnega učitelja v Begunjah pri Cerknici, od 1866 v Trnovem pri Ilirski Bistrici, 1868 v Stični. Septembra 1868 je opravil izpit na ljubljanskem učiteljišču in postal 1869 učitelj v Polomu, aprila 1871 se učiteljevanju odpovedal in šel za mestnega organista v Kamnik, a že 1872 je bil spet učitelj v Budanjah pri Vipavi, od 1874 na Knežaku in od 1876 v Vrabčah pri Sežani (1877 kot stalni učitelj). Leta 1880 se je preselil na Breznico pri Žirovnici, živčno zbolel in bil 1885 začasno upokojen. Leta 1886 je poskusil učiti v Nevljah pri Kamniku, a se 1888 za stalno upokojil. Umrl je leta 1912 v Psihiatrični bolnišnici Polje pri Ljubljani.
Pisal je nabožne in druge pesmi in jih objavljal v različnih listih ter jih izdal v zbirki Različne poezije. Za pokušino zložil Ivan Zarnik I. (Narodna tiskarna, 1874, v samozaložbi). Pisal je tudi povesti, ki so bile objavljene v Novicah, npr.: Kako so v Begunjah na Notranjskem Turka za vselej odpodili (1867), Franc Ljubljančič, strah Turkom (1867), Juri Štrekelj najde zaklad (1868), knjižno (1872). (COBISS)